# Bulbophyllum cheiropetalum
Bulbophyllum cheiropetalum är en orkidéart som beskrevs av Henry Nicholas Ridley. Bulbophyllum cheiropetalum ingår i släktet Bulbophyllum och familjen orkidéer. Inga underarter finns listade i Catalogue of Life.